# معركة هدية
معركة هدية أو معركة جريبيعات هي معركة وقعت في فجر الأربعاء 16 آذار/مارس سنة 1910 بين الكويتيين وأنصار سعدون بن منصور باشا من شيوخ المنتفق، في منطقة جريبيعات الطوال في طوال الظفير جنوب لواء المنتفق العراقي وغرب إمارة الكويت، وقد انتصر سعدون باشا فيها على قوات مبارك الصباح انتصاراً سهلاً وانسحب جيش مبارك الصباح. وسببها أن جماعة من أتباع سعدون اعتدوا على قافلة لتاجر كويتي، وغضب الشيخ مبارك الصباح لهذا الاعتداء وهب لنصرته كمواطن كويتي، وقد هزم الكويتيون في هذه المعركة بحيث تركوا كل شي ونجوا بأبدانهم، وقال أحد الكويتيين (تركنا اموالنا لابن سعدون هديه) فسميت تلك المعركة بمعركة هديه، وسميت أيضا وقعة الطوال لحدوثها في منطقه يقال لها جريبيعات الطوال، وقال رباح مبارك الرشيدي في كتابه (قبيلة الرشايدة) "تُسمى هدية وهي فيضة فيها سدر يحدّها من الجنوب "أخضر الماء" ويحدها من الشمال "شعيب اللويحظ"(1) و"الحجرة" ويحدّها من غرب "الحنية". وقال حميد السعدون في كتابه (إمارة المنتفق وأثرها في تاريخ العراق) إنه بعد أن هزمت عشائرُ الرولة جيشَ سعدون باشا "عاد سعدون منهزماً ومكسوراً إلى دياره ليجد موفد شيخ الكويت (مطلق أبو حديدة) منذراً ومهدداً بأن مبارك الصباح سيطأ أرض المنتفق بجيش كبير، لما بلغه مِن هزيمته أمام عشائر الرولة ولأن ابن الصباح وجد أن الفرصة مواتية لهزيمة المنتفق في هذا الوقت وفي وظل أوضاعها السيئة".
وبعدها أراد مبارك الصباح الثأر من المنتفق، فأرسل جابر المبارك الصباح قائدا لجيش الكويت، واستطاع أن يغير على إبل لقبيلة الظفير لم تكن عندها حماية تذكر واستولوا على كثير منها دون معركة.

## الأسباب
الأسباب التي أدت لحدوث معركة (هدية) عديدة، ولكنها في مجملها لا تعطي دافعاً قوياً للتقاتل بين حلفاء الأمس منها:
1. غزا مطني بن حلاف السعيدي من شيوخ الظفير والموالي لسعدون باشا قافلة لعثمان الراشد من تجار الكويت، وكسب منها بعض الإبل والأغنام، فطلب مبارك من سعدون إرجاع تلك المنهوبات، فلم يستجب له سعدون مما اعتبره مبارك تواطئاً مع الغازي.[6]
2. أغار سعدون باشا نفسه على عشائر عريب دار، وهو مصطلح يُقصد به العشائر المقيمة حول مدينة الكويت، وذلك بسبب حادثة ملخصها: أن صقراً حراً يملكه نجم بن عبد الله بن منصور باشا السعدون تفلّت منه، واصطاده رجل من عريب دار يدعى (خليف النومي)، فبعث نجم من يسترد صقره لكن النومي رفض ذلك لتحدث مشاجرة قُتل رسول نجم على أثرها، والتجأ القاتل إلى جابر بن مبارك الصباح مما أغضب سعدون لامتهان رسول ابن أخيه، فغزا عريب دار في أواخر صفر 1328هـ (أواخر شباط فبراير 1910م)، واستولى منهم على غنائم كثيرة. ويبدو أن سعدون غزا أيضاً في طريقه مجموعة من عشائر مطير التي لا علاقة لها بالحادثة مع عريب دار، ولما عاتبه جابر بن مبارك الصباح على ذلك اعتذر إليه سعدون، وذكر أنه مستعد لإعادة ما غنم إن كان للكويت ملك فيه، وبالفعل يذكر تقرير بريطاني أن سعدوناً أعاد نصف الغنائم التي كان قد استولى عليها من غزوة عريب دار فرضي جابر بذلك، وأرسل إلى أبيه يخبره بالأمر، فغضب الشيخ مبارك، وقال: (من أنت الذي تسامح وأنا بالوجود؟).[6]
3. تزعم بعض المصادر أن من أسباب معركة هدية هو ميل سعدون باشا للاتحاديين الأتراك، وقرب مبارك من حزب الحرية والائتلاف الذي أسس طالب النقيب فرعه في البصرة للحد من نفوذ الاتحاديين بها حيث أوعز الاتحاديون لسعدون بالتحرش بمبارك، ولكن الوضع الذي حدثت خلاله المعركة، والشكل القبلي العام لها لا يرجّح رأياً كهذا.

## ميزان القوى
بلغ تعداد افراد الجيش الكويتي النجدي نحو 7,000 فرد حيث قام الشيخ مبارك بتجنيد 2,000 شاب من مدينة الكويت وحشد 4,000 من قبائل البدو وانضاف إليه الأمير عبد العزيز آل سعود مع 200 رجل من اتباعه وجيش صغير من البادية ليصل إجمالي القوات الكويتية النجدية اجمالي عدد القوات إلى 7,000 رجل منهم 150 فارس.
في حين حشد سعدون باشا بوداي المنتفق والظفير ويقارب حجم قواته عدد القوات الكويتية في حين يضم جيشه نحو نحو 500 فارس.

## البداية
بعد ورود أنباء هزيمة سعدون باشا أمام قبيلة الرولة ارسل الشيخ مبارك الصباح موفده واسمه مطلق أبو حديدة منذرا ومهددا بأن مبارك الصباح سيطئ ارض المنتفق بجيشه، حيث وجد أن الفرصة مواتية لهزيمة عدوه في ظل أوضاعه الصعبة. لذا فقد قام بحشد جيش من سكان مدينة الكويت ومن البوادي واسند قيادته لابنه جابر، كما شارك الأمير عبد العزيز بن سعود في هذه الحملة ببعض القوات. أما سعدون باشا فقد لملم جيشه وبادر بسرعة إلى ملاقاة عدوه قبل أن يطؤوا داره، فالتقيا في جريبيعات الطوال. ويُذكر هنا أن الأمير - الملك فيما بعد - عبد العزيز آل سعود الذي شارك في معركة هدية إلى الجانب الكويتي، وكان موجوداً في المنطقة لشأن آخر مصطحباً القليل من قواته حاول أن يثني مباركاً عن عزمه على قتال سعدون قائلاً: (ليس بينك، وبين الرجل خلاف حقيقي يوجب الحرب، وإني أرى مسالمته أولى، والمسألة طفيفة، وأنا أتوسط بينكما)، فرد مبارك: (أنت ولدي، وهل يقبل الولد أن يهان أبوه)؟
وقُتل من جيش الكويت في هدية 338 رجلاً عدا الجرحى بينما قتل من الجانب الآخر (خمسة من رجال سعدون، وأربعة من الجشعم، وسبعة من الضفير منهم عبد الرحمن بن حلاف، واثنان من البدور، وقُتل ليل بن هتيمي المنديل من بني خالد) كما جُرح ثامر بن سعدون باشا وشفي بعد ذلك.
نقل المؤرخ علامي اللامي عن عبد العزيز عبد الغني إبراهيم مِن كتابه (أمراء وغزاة) أنه قال "تكاملت هذه القوات في الجهرة، وخرجت الجموع في 13 آذار /مارس 1910م تزحف إلى أرض المنتفق، والتقت بقوات السعدون في يوم 16 مارس بين الرحيمية والوقبا والضريبيات، في منطقة تسمّى "جريبيعات الطوال". هاجمت القوات المشتركة قوات السعدون عند الفجر، وتراجعت المنتفق دون خسارة تذكر واستجمعت قواها، وأغارت فجأة على الجناح الأيمن المشكّل من "عربيدار" الكويت وبدو مطير. ولم يكن أمام جابر بن مبارك إلاّ أن ينسحب من أرض المعركة تاركاً ابن سعود وجماعاته تناوش قوات المنتفك الضاربة. وقام عبد العزيز وأخوته ومن معهم من العجمان خاصة بمحاولات يائسة حتى لا تكون الهزيمة ساحقة. تقول المصادر البريطانية أن عبد العزيز قد تراجع بجماعاته تراجعاً تكتيكياً مدروساً، وقاوم بثبات، ولكنه لم يستطع أن يستخلص النصر من براثن الهزيمة، فقد فرّت جماعات الكويت ومجموعات أخرى من البدو. ولم تكن قوة السعدون ضعيفة فقد كانت المنتفق كلّها وراءه، كما شاركته جماعات من الظفير، وعاضدته قبيلة شمّر بخمسمائة من فرسانها في المعمعة. كما اشترك معه الكثير من القبائل والعشائر العراقية الجنوبية مثل زايد، وسميت، والصفا، والمجاريد، وبني مالك والشريفات، وبني حسين، والفضول، والخزاعل، وبني يهشم، وبني لام، وبني خاقان وبني سعيد، وكثير غير هؤلاء من عشائر العراق العثماني. ويقول الوكيل البريطاني ـ نقلاً عن أحد شيوخ العجمان الذين فرّوا من المعركة طلباً للنجاة ـ بأنّه كان للسعدون أربعة آلاف فارس كانوا أكبر أثراً وأكثر قوة ونفراً من فوارس ابن الصباح وابن سعود. وشهد العجمي بأن هذه الحملة الكويتية السعودية كان يمكن أن تصل إلى الإبادة والدمار الشامل لولا وجود عبد العزيز وتمرّسه في الحرب، و لولا تهاون القوات المنتفكية في قتل الأسرى، فقد طلب سعدون المنصور السعدون من مقاتليه أن يجرّدوا الأسرى السعوديين والكويتيين من السلاح والعدة ويتركوهم إلى حال سبيلهم".
وقال علاء اللامي في كتابه (نصوص مضادة) "ومن المؤكد أن انتصار العراقيين في موقعة (جريبيعات) قد رسم وبشكل راسخ الحدود الجنوبية والجنوبية الغربية للعراق بوجه المطامع البريطانية".

## وصلات خارجية
- موقع بئر جريبيعات في الخارطة العراقية اللوجستية العامة (Bi'r Juraybiat) Iraq:General Logistics Planning Map 2015
- الموسوعة الكويتية المختصرة، حمد السعيدان.
- تاريخ الكويت، عبد العزيز الرشيد، صفحة 283.
- تاريخ نجد الحديث، أمين الريحاني